# Muzeum Regionalne w Piwnicznej-Zdroju
Muzeum Regionalne Towarzystwa Miłośników Piwnicznej w Piwnicznej-Zdroju – muzeum położone w Piwnicznej Zdroju. Placówka jest prowadzona przez Towarzystwo Miłośników Piwnicznej, a działa w pomieszczeniach Miejsko-Gminnego Ośrodka Kultury.
Na ekspozycję muzeum składają się zbiory związane z historią Piwnicznej oraz życiem codziennym jej mieszkańców w dawnych czasach. Okres II wojny światowej obejmuje m.in. wystawa poświęcona osobie Juliana Zubka – majora AK, działającego na terenie Beskidu Sądeckiego. Prezentowany jest również rozwój tutejszej kultury.

Unikatową kolekcją jest zbiór ponad 300 egzemplarzy sprzętu narciarskiego (narty, wiązania, kije, foki), ofiarowany w 1979 roku przez prof. Zygmunta Bielczyka. 
Muzeum jest obiektem całorocznym, czynnym od poniedziałku do piątku.